# Batteria Marzola
La batteria Marzola chiamata anche batteria Maranza (in tedesco Marzola Batterie) è una delle fortezze austro ungariche facente parte della linea difensiva "Chegul-Marzola-Maranza" della Fortezza di Trento (Festung Trient). Il forte appartiene al grande sistema di fortificazioni austriache al confine italiano.

## Storia

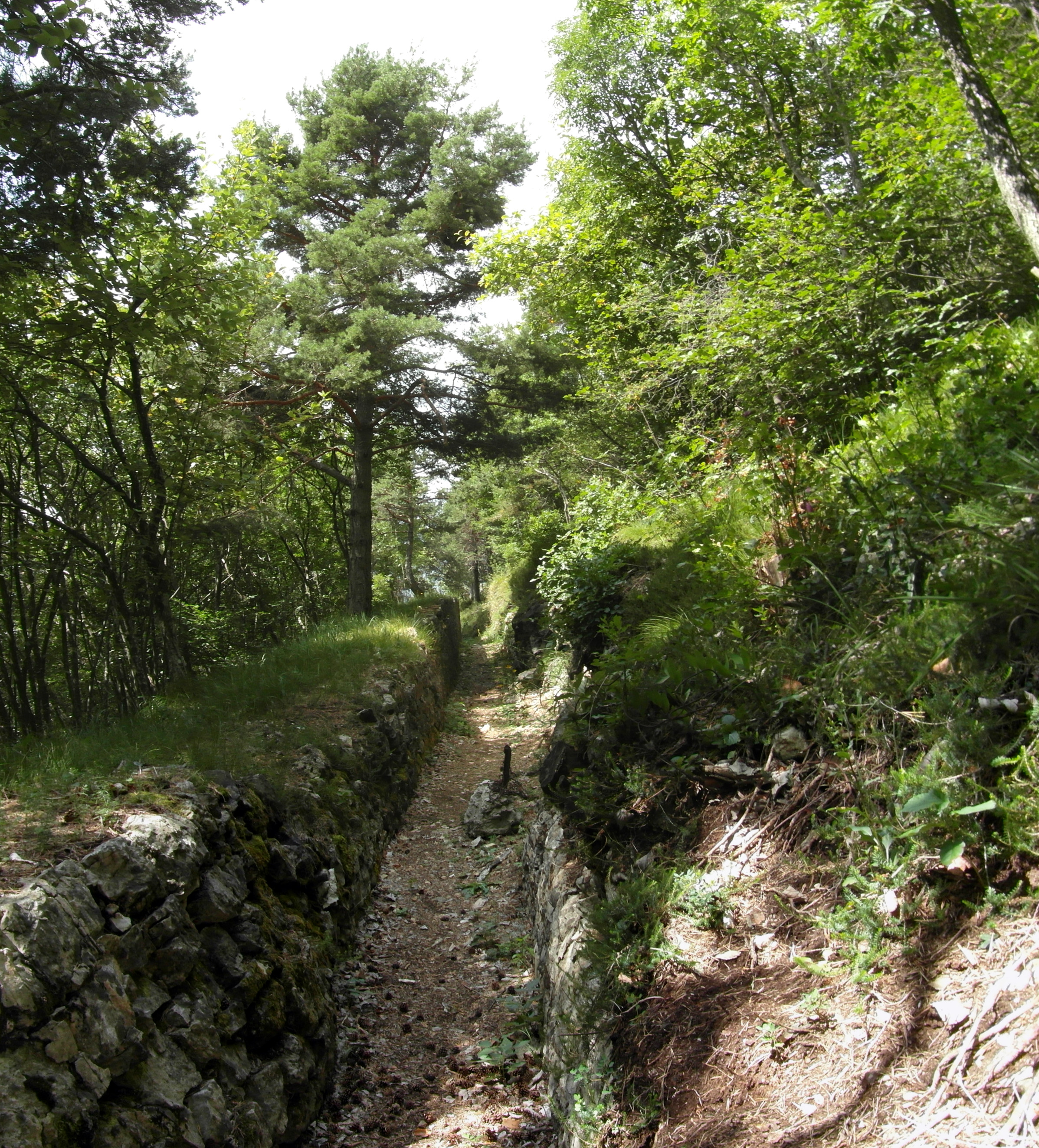
La trincea a difesa della batteria

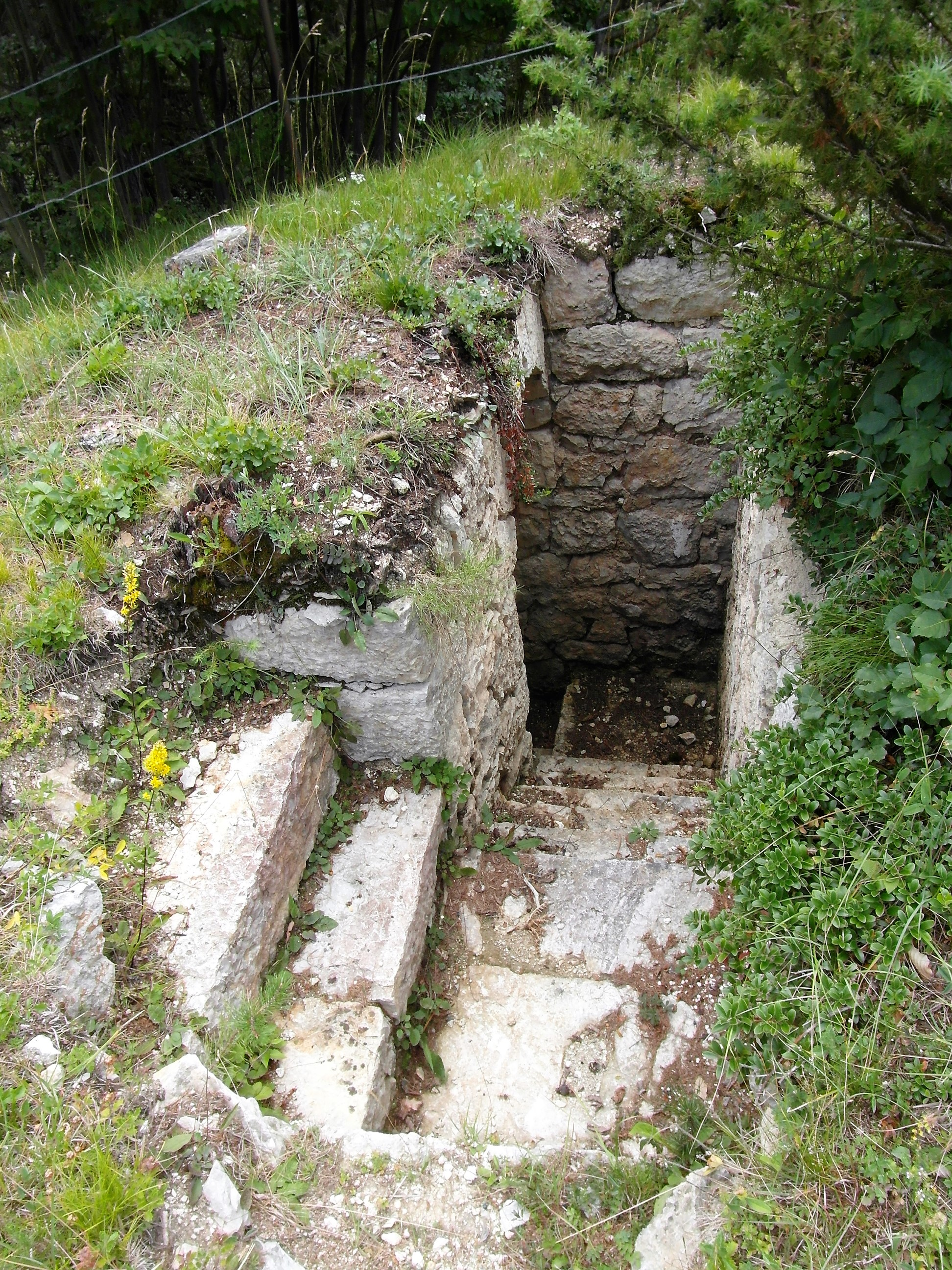
Uno degli accessi

Piccola fortificazione costruita fra il 1881 e il 1882 perlopiù in pietra per impedire aggiramenti della zona sita tra Vigolo Vattaro e la cima Maranza (1.738 m s.l.m.) giusto sopra la coppia di fortificazioni formata dalla batteria Brusafer e dalla batteria Doss Fornas. Fu parzialmente demolita nel 1915.
Nello specifico la batteria era dotata di una serie di casematte e durante la fase di restauro è stato ritrovato il telaio in ottone-legno originale databile 1880-1883.
Al suo interno vi era una guarnigione composta da 2 ufficiali e 57 soldati.
Poco sopra della batteria Marzola vi erano trincee e fossati che conducevano all'omonimo blockhaus, il quale metteva a disposizione un distaccamento permanente di soldati, ovvero un ufficiale e 16 soldati.

## Armamento
La batteria era armata con due cannoni da 9 cm M75/96.

## Ubicazione
Per accedere al forte come punto di riferimento vale la pena di fare capo al rifugio Maranza (1070 m), facilmente raggiungibile sia da Villazzano ma anche dal passo del Cimirlo (730 m). Dal rifugio prendendo il sentiero n. 412 per la cima Marzola, dopo 5-10 minuti si arriva al cosiddetto "primo forte" sulla destra del sentiero; altro non è che la batteria Marzola.

## Nei media
Sergio Damiani, regista de La fortezza invisibile, documenta in un filmato i lavori effettuati necessari al recupero dell'opera.